# Нацуо Кирино
Нацуо Кирино (яп. 桐野夏生, род. 7 октября 1951 года, Канадзава, префектура Исикава) — японская писательница, работающая под псевдонимом, настоящее имя — Марико Хасиока.

## Биография
Нацуо Кирино — средняя из трёх детей. У неё есть два брата — один старше её на 6 лет, второй — на 5 лет её младше. С отцом-архитектором объездила многие японские города. С 14 лет Кирино живёт в Токио. В 1975 году вышла замуж, в 1981 году родила дочь.
В 1974 году получила диплом юриста в университете Сэйкэй В поисках своего призвания, Кирино сменила несколько сфер деятельности. В частности, работала в кинотеатре, посещала курсы сценаристов. Лишь по достижении 30 лет всерьез задумалась о карьере писателя.

## Литературная карьера
Литературный дебют Кирино состоялся в 1984 году, когда она опубликовала первые романы о любви. Однако романы, написанные в этом жанре, не были популярны в Японии, поэтому она не могла заработать себе на жизнь их изданием и также не чувствовала призвания в их написании. Решив сосредоточиться на психологических аспектах преступлений, в начале 1990-х Кирино издаёт первые детективные романы. Она является автором нескольких сборников рассказов и ряда романов, став одним из наиболее популярных современных японских писателей.
Широкую известность ей принёс опубликованный в 1997 году роман роман «Аут», получивший премию Ассоциации японских авторов детективов и ставший финалистом (английский перевод) премии имени Эдгара Аллана По (2004 года). Также Кирино лауреат премии Эдогавы Рампо (1993 год), которую получила за свой дебют в качестве автора детектива — роман Kao ni Furikakaru Ame («Дождь, капающий на моё лицо»), и приза Наоки за роман Yawarakana hoho («Нежные щёчки»).

## Основные работы

### Серия Детектив Миро Мурано
- Романы
  - Дождь, капающий на моё лицо (яп. 顔に降りかかる雨) Токио: Коданся, 1993
  - Ночь, от которой отказались ангелы (яп. 天使に見捨てられた夜) Токио: Коданся, 1994
  - Пепельный сон воды (яп. 水の眠り灰の夢) Токио: Bungei Shunju, 1998
  - Дарк (яп. ダーク) Токио: Коданся: 2002
- Рассказы
  - Роуз Гарден (яп. ローズガーデン) Токио: Коданся, 2000

### Романы
- Аут (яп. アウト) Токио: Коданся, 1997
- Нежные щёчки (яп. 柔らかな頬) Токио: Коданся, 1999
- Реальный мир (яп. リアルフールド) Токио: Shueisha, 2003
- Гротеск (яп. グロテスク) Токио: Bungei Shunju, 2003
- Хроники жестокости (яп. 残虐記) Токио: Shinchosha, 2004
- Хроники богини (яп. 女神記) Токио: Kadokawa Shoten, 2008